# 高橋静香 (アイスホッケー)
高橋 静香（たかはし しずか 1994年6月8日- ）は、北海道出身の女子アイスホッケー選手。現在Daishinに所属している。ポジションはゴールテンダー。左利き。
2010年3月、U-18世界選手権のフィンランド戦でシュート35本中34本を防ぎ勝利に貢献した。
男女全ての年代別も合わせて日本代表がフィンランド代表を破ったのは初めてのことで、奇跡と報道された。
2011年6月には、同年7月に国際アイスホッケー連盟によりソチオリンピックに向けた各国の女子アイスホッケーレベル向上のために、スロバキアのブラチスラヴァで開かれる「IIHFハイパフォーマンス女子キャンプ」にシニア代表として選ばれた。
2012IIHF世界女子U18選手権大会Div1にも日本代表として出場、大会最優秀ゴールテンダーに選ばれた。2012IIHF世界女子選手権Div.1のアイスホッケー女子日本代表にも選ばれて出場している。